# Koniniana
Uzasadnienie: to jest dodatek do Przeglądu K., a nie samodzielne czasopismo
Koniniana – Ukazujący się w tygodniku Przegląd Koniński Miesięcznik redagowany przez Towarzystwo Przyjaciół Konina. 
Pierwszy numer ukazał się w kwietniu  2003 roku. „Koniniana” zawierają artykuły, ciekawostki i fotografie związane z historią miasta Konin, okolic i ludzi związanych z Koninem. Pierwszym redaktorem prowadzącym (do roku 2020) był Stanisław Sroczyński.
Od 2020 roku redaktorem prowadzącym jest Wanda Gruszczyńska

## Założyciele i pierwsi redaktorzy
- Stanisław Sroczyński
- Jan Sznajder
- Piotr Rybczyński

- Zygmunt Kowalczykiewicz
- Janina Weneda
- Lech Hejman[5]